# کولور پی‌کیو-۱۴
کولور پی‌کیو-۱۴ (به انگلیسی: Culver_PQ-14_Cadet) یک هواگرد ملخ‌پیشین تک‌موتوره از نوع هدف پروازی ساخت شرکت Culver Aircraft Company است. این هواگرد در سال ۱۹۴۲ میلادی رسماً معرفی گردید. در مجموع، تعداد ۲٬۰۴۳ فروند از این هواگرد ساخته شده‌است.
طراح این هواگرد، Albert Mooney بود.